# Ivana Martinčić
Ivana Martinčić (Croacia - 28 de julio de 1985) es una árbitra de fútbol croata internacional FIFA desde el 2014, dirige los partidos de la 2.HNL además de actuar como asistente en los partidos de la 1. HNL.
El 30 de julio de 2018 arbitró la final del Campeonato Europeo Femenino Sub-19 de la UEFA 2018 entre Alemania y España en Biel/Bienne; y en julio de 2015 la semifinal del Campeonato Europeo Femenino Sub-17 de la UEFA 2014-15 entre Suiza y Alemania en Reikiavik.

## Torneos de selecciones
Ha arbitrado en los siguientes torneos de selecciones nacionales:
- Clasificatorios para el Campeonato Europeo Femenino Sub-19 de la UEFA 2015
- Clasificatorios y fase final del Campeonato Europeo Femenino Sub-17 de la UEFA 2014-15
- Clasificatorios y fase final del Campeonato Europeo Femenino Sub-19 de la UEFA 2016
- Clasificación para la Eurocopa Femenina 2017
- Clasificatorios para el Campeonato Europeo Femenino Sub-19 de la UEFA 2017
- Clasificatorios y fase final del Campeonato Europeo Femenino Sub-19 de la UEFA 2018
- Clasificación de UEFA para la Copa Mundial Femenina de Fútbol de 2019
- Copa de Chipre
- Copa de Algarve 2020
- Clasificación para la Eurocopa Femenina 2021
- Clasificación de UEFA para la Copa Mundial de Fútbol de 2022
- Eurocopa Femenina 2022
- Copa Mundial Femenina de Fútbol Sub-17 de 2022
- Copa Mundial Femenina de Fútbol de 2023

## Torneos de clubes
Ha arbitrado en los siguientes torneos internacionales de clubes:
- Liga de Campeones Femenina de la UEFA